# Le Mesnil-Fuguet
Le Mesnil-Fuguet è un comune francese di 195 abitanti situato nel dipartimento dell'Eure nella regione della Normandia.

## Società

### Evoluzione demografica
Abitanti censiti